# マレット・アニ
マレット・アニ（Maret Ani, 1982年1月31日 - ）は、エストニア・タリン出身の女子プロテニス選手。自己最高ランキングはシングルス63位、ダブルス39位。右利き、バックハンド・ストロークは両手打ち。

## 来歴
エストニアは旧ソビエト連邦の時代、リトアニア・ラトビアとともに「バルト三国」と呼ばれた。1991年にバルト三国が独立国家となり、それに伴ってソビエト連邦の崩壊が起きた時、アニは9歳であった。マレットはバレーボールコーチである母親の勧めで7歳からテニスを始め、1997年に15歳でプロ入りした。1998年から女子テニス国別対抗戦・フェドカップのエストニア代表選手になる。2001年の全米オープンで4大大会予選会に初出場し、1年後の2002年全米オープンで初の予選突破を果たした。
2004年の全豪オープンで、マレット・アニはエストニアのテニス史上最初の偉業を打ち立て、女子ダブルスのベスト4に進出した。チェコ人選手のリブセ・プルソバとペアを組んだアニは、女子ダブルス準決勝でロシアペアのスベトラーナ・クズネツォワ&エレーナ・リホフツェワ組に 2-6, 4-6 のストレートで敗れた。同じ年、エストニアはフェドカップで初の「ワールドグループ・プレーオフ」に進出し、7月10日-11日にチェコと対戦した。エストニアの首都タリン市内のスタジアムで行われた入れ替え戦で、エストニアは2勝3敗でチェコに敗れ、ワールドグループ初昇格のチャンスを逃した。
2009年4月25日-26日のフェドカップ「ワールドグループ2」（世界最上位の「ワールドグループ」8か国の下に位置する、次の8か国のグループ）のプレーオフで、エストニアは3勝2敗でイスラエルを破り、2010年度の「ワールドグループ2」出場資格を得た。2010年のフェドカップでは初戦のアルゼンチン戦に勝利し、2004年以来の「ワールドグループ・プレーオフ」に進出したが、アニはキム・クライシュテルスに 4-6, 2-6 、ヤニナ・ウィックマイヤーに 6-2, 1-6, 1-6 で敗れエストニアチームも通算2勝3敗でベルギーに敗退した。
アニはオリンピックに2004年アテネ五輪と2008年北京五輪の2回出場している。アテネではカイア・カネピと組んでダブルスに出場したが、1回戦で第4シードのアリシア・モリク&レネ・スタブスのオーストラリアペアに 4-6, 1-6 で敗れた。北京ではシングルスにも出場したが、ルーシー・サファロバに 4-6, 2-6 、カネピとのダブルスでも1回戦でビクトリア・アザレンカ&タチアナ・ポウチェクのベラルーシペアに 2-6, 2-6 で敗れ勝利を挙げることは出来なかった。
アニはこれまで4大大会女子シングルス本戦に9度出場しているが、シングルスでの勝利がない。2011年4月のフェドカップのベラルーシ戦に出場したのを最後に現役を引退した。

## WTAツアー決勝進出結果

### ダブルス: 2回 (0勝2敗)
| 結果   | No. | 決勝日        | 大会       | サーフェス | パートナー                   | 対戦相手                                  | スコア              |
| ------ | --- | ------------- | ---------- | ---------- | ---------------------------- | ----------------------------------------- | ------------------- |
| 準優勝 | 1.  | 2003年4月13日 | エストリル | クレー     | エマニュエレ・ガグリアルディ | ペトラ・マンデュラ パトリシア・ワーツシュ | 7-6(3), 6-7(3), 2-6 |
| 準優勝 | 2.  | 2003年8月2日  | ソポト     | クレー     | リブセ・プルソバ             | タチアナ・ペレビニス シルビア・タラヤ     | 4-6, 5-7            |

## 4大大会シングルス成績
略語の説明
| W | F | SF | QF | #R | RR | Q# | LQ | A | Z# | PO | G | S | B | NMS | P | NH |

W=優勝, F=準優勝, SF=ベスト4, QF=ベスト8, #R=#回戦敗退, RR=ラウンドロビン敗退, Q#=予選#回戦敗退, LQ=予選敗退, A=大会不参加, Z#=デビスカップ/BJKカップ地域ゾーン, PO=デビスカップ/BJKカッププレーオフ, G=オリンピック金メダル, S=オリンピック銀メダル, B=オリンピック銅メダル, NMS=マスターズシリーズから降格, P=開催延期, NH=開催なし.
| 大会           | 2001 | 2002 | 2003 | 2004 | 2005 | 2006 | 2007 | 2008 | 2009 | 通算成績 |
| -------------- | ---- | ---- | ---- | ---- | ---- | ---- | ---- | ---- | ---- | -------- |
| 全豪オープン   | A    | LQ   | LQ   | LQ   | LQ   | 1R   | A    | 1R   | LQ   | 0–2      |
| 全仏オープン   | A    | LQ   | LQ   | LQ   | LQ   | 1R   | LQ   | LQ   | 1R   | 0–2      |
| ウィンブルドン | A    | LQ   | LQ   | LQ   | LQ   | 1R   | LQ   | 1R   | LQ   | 0–2      |
| 全米オープン   | LQ   | 1R   | LQ   | LQ   | LQ   | 1R   | LQ   | 1R   | LQ   | 0–3      |